# Фуџи (град)
Фуџи (јап. 富士市) град је у Јапану у префектури Шизуока. Према попису становништва из 2005. у граду је живело 236.493 становника.

## Становништво
Према подацима са пописа, у граду је 2005. године живело 236.493 становника.
| 1995.   | 2000.   | 2005.   |
| ------- | ------- | ------- |
| 229.187 | 234.187 | 236.493 |